# Liste von MTV-Sendungen

Logo von MTV

Die Liste von MTV-Sendungen enthält eine bisher noch unvollständige Aufzählung aller Sendungen und Serien, die bei MTV Deutschland ausgestrahlt werden bzw. wurden.

## Derzeit ausgestrahlte Sendungen nach Produktionsland
(Sender der Erstausstrahlung, falls diese nicht auf MTV erfolgte)

### Deutschland
- 3 From 1
- MTV Approved
- RockZone
- MTV Collection
- Headbangers Ball
- Guess The Year
- Deutschstunde
- Party Zone
- Chill Out Zone
- MTV In The Mix
- Breakfast Club
- Star Trax
- MTV All Nighter
- This Week's Hot 20
- MTV Weekend Special
- MTV Most Wanted
- MTV Special
- MTV Uncensored
- MTV Home
- MTV Unplugged
- MTV Yearbook
- Night Videos

### Großbritannien
- Geordie Shore
- Just Tattoo of Us
- Million Dollar Baby
- Teen Mom UK
- Charlotte Crosby Show
- Ex on the Beach

### Vereinigte Staaten
- 90's House
- Are You The One?
- Awkward – Mein sogenanntes Leben
- Catfish: The TV Show
- Clickbait
- Crash Karaoke
- Dare To Live
- Ex On The Beach: Body SOS
- Faking It
- Fear Factor
- Floribama Shore
- Jackass
- Jersey Shore
- Jersey Shore Family Vacation
- MTV World Stage
- My Super Sweet 16
- Pimp My Ride
- Promposal
- Punk'd
- Ridiculousness (VIVA)
- Room Raiders
- Siesta Key
- Single AF
- Scream
- Teen Mom
- Teen Mom 2
- Teen Wolf
- The Challenge: Champs Vs. Stars
- The Ride
- Winter Break: Hunter Mountain
- Vidiots
- Viva la Bam

## Ehemals ausgestrahlte Sendungen nach Produktionsland
(Sender der Erstausstrahlung, falls diese nicht auf MTV erfolgte)

### Deutschland
- 20 Years on MTV
- Album Top 50
- Alternative Nation
- Amour
- Beck’s Most Wanted Music
- Benjamin von Stuckrad-Barre’s Lesezirkel
- brand:neu
- Bytesize
- Celebrity Bites
- Chill Out Zone
- Dancefloor Charts
- Download Charts
- Fantastic Music Videos
- Fist of Zen
- fett MTV
- Friday Night Music
- Friss oder stirb
- Game One
- Hitlist Germany
- Hitlist UK
- Hot Music
- Kickstart
- Kuttner. (VIVA)
- Love is Blind
- M Is For Music
- Mad 4 Hits
- Mein neuer Freund (ProSieben)
- Most Clicked Charts
- Most Played Charts
- MTV Band Trip
- MTV Likes
- MTV Rockzone
- MTV Urban
- MTV Popular
- MTV Classics
- MTV Brand New
- 9 From 1
- MTV Top 100
- MTV's Hot 10
- Tweet Clips
- MTV Crush
- MTV ♥
- MTV Back for good
- MTV DisMissed
- MTV Early Bird Breakfast Club
- MTV Freak Show
- MTV Home
- MTV Hits
- MTV Hoods
- MTV Live
- MTV Making The Movie
- MTV Making The Video
- MTV Masters
- MTV Megamix
- MTV Music Quiz
- MTV Most Viewed
- MTV Mystified
- MTV Noise
- MTV Sushi
- MTV Super Charts
- MTV Top 10
- New Video Charts
- Official Top 20
- Party Zone
- Pimp My Ride
- Pimp My Whatever
- Select MTV
- Superock
- The Trip
- Top 7 at 7
- Top 10 at 10
- Top 11 at 11
- TRL
- U 3000
- Ulmens Auftrag
- ulmen.tv (Comedy Central)
- Unter Ulmen
- US Top 20
- US Top 40

### Finnland
- The Dudesons

### Frankreich
- Popetown

### Großbritannien
- Barrio
- Breaking From Above
- Da Ali G Show (VIVA)
- Dirty Sanchez
- Groove High (Nickelodeon)
- Flash Prank
- Fist of Zen
- Fur TV
- MTV’s Greatest Hits
- Pimp My Ride UK
- Popetown
- slips

### Japan
- City Hunter – Die Abenteuer des Ryo Saeba
- Cowboy Bebop
- Escaflowne
- Gantz
- Ghost in the Shell: Stand Alone Complex
- Golden Boy
- Lupin III
- Wolf’s Rain

### Kanada
- Crash Canyon
- Peak Season (MTV Entertainment)

### Niederlande
- The Trip

### Schweiz
- Freakish Night Life Style

### Vereinigte Staaten
- 2gether
- 8th & Ocean
- 16 And Pregnant
- 50 Cent: The Money and the Power (MTV Entertainment)
- A Double Shot at Love (MTV Entertainment)
- America’s Best Dance Crew: Road to the VMA's
- American Dad (Comedy Central)
- American High (ProSieben)
- A Shot at Love with Tila Tequila (MTV Entertainment)
- Audrina
- Bam’s Unholy Union
- Beauty School Cop Outs
- Beavis und Butt-Head (RTL II)
- Becoming
- Blue Mountain State
- Brooke Knows Best
- Boiling Points
- Brothers Green: EATS!
- Bully Beatdown
- Buzzin’
- Caged
- Call to Greatness
- Camped Out
- Celebrity Deathmatch
- Celebrity Rehab
- Chappelle’s Show
- Chelsea Settles
- Cribs
- Criss Angel Mindfreak
- Daddy’s Girls (MTV Entertainment)
- Dancelife
- Daria
- Date My Mom
- Death Valley
- Degrassi
- Disaster Date
- Dogg After Dark
- Doggy Fizzle Televizzle
- Drawn Together
- Ego Trip’s: Miss Rap Supreme
- Ego Trip’s (White) Rapper Show
- Exiled
- Extreme Cribs
- Family Guy (ProSieben)
- Famous Crime Scene
- Fast Inc.
- Fired By Mum And Dad
- Flavor of Love
- Flavor of Love Girls: Charm School
- Free for All
- From G’s to Gents
- Girl Code
- Guy Code
- Happy Tree Friends
- Hogan Knows Best
- Homewrecker
- House Of Food
- Hulk Hogan’s Celebrity Championship Wrestling
- I Bet You Will
- I Love Money
- I Love New York
- I Used To Be Fat
- I Want a Famous Face
- I Want to Work for Diddy
- If You Really Knew Me
- Jessica Simpson’s The Price of Beauty
- Judge Geordie
- Juvies
- King of the Hill (K-Toon)
- Laguna Beach (VIVA)
- Life of Ryan
- Luke’s Parental Advisory (MTV Entertainment)
- Making The Band
- Meet the Barkers
- MegaDrive
- Moving In
- Miss Farah (Nickelodeon)
- MTV Busted
- MTV DisMissed
- MTV Exposed
- MTV Fear
- MTV Made
- MTV Moments
- MTV Next
- MTV Paris Hilton’s My New BFF
- MTV Road Rules
- MTV’s The 70’s House
- MTV’s The Real World
- My Life as Liz
- My Super Sweet Worldclass
- My Own
- Newlyweds: Nick & Jessica
- Newport Harbor
- New York Goes to Hollywood
- New York Goes to Work
- Nitro Circus
- One Bad Trip
- Pageant Place
- Parental Control
- Paris Hilton’s British Best Friend
- Paris Hilton’s Dubai BFF
- Pick Up Artist
- Plain Jane
- Plain Jane International
- Pranked
- Rob & Big
- Robot Chicken (Sat.1 Comedy)
- Rock of Love
- Rock of Love Bus
- Rock of Love: Charm School
- Room 401
- Run’s House
- Savage U
- Say It In Song
- Scandalicious
- Scare Tactics
- Scarred
- Scream Queens
- Shasta McNasty
- Short Circuitz
- Skins
- Snack-Off
- Snooki & JWoww
- South Park (RTL)
- Spygroove
- Stankervision
- Station Zero
- Strange Love
- Stripperella (Comedy Central)
- Suicidal Squirrels
- Taildaters
- Taking the Stage
- Teen Cribs (MTV Entertainment)
- That’s Amore (MTV Entertainment)
- The Andy Milonakis Show
- The Challenge: Cutthroat
- The Challenge: Vendettas
- The City
- The Ex And The Why
- The Family Crews
- The Girls of Hedsor Hall
- The Hard Times of RJ Berger
- The Hills
- The Osbournes
- The Pauly D Project
- The Short List (VIVA)
- The Simple Life (ProSieben)
- The Tom Green Show
- The Valleys
- The X-Effect
- Tiara Girls
- Time's Up
- Tool Academy
- Trick It Out
- True Life
- Underemployed
- Valemont
- VH1’s ILL-ustrated
- Video Love
- Virgin Territory
- Wanna Come In?
- When I Was 17
- Where My Dogs At?
- Why Can’t I Be You?
- WildBoyz
- Willkommen bei den echten Louds (Nickelodeon)
- Wonder Showzen